# 千里達及托巴哥
千里達及托巴哥共和國（英語：Republic of Trinidad and Tobago），通稱千里達及多巴哥，特立尼达及多巴哥（英語：Trinidad and Tobago），是一個位於中美洲加勒比海南部、緊鄰委內瑞拉外海的島國。全國由兩個主要大島——千里達島與托巴哥島，以及另外21個較小島嶼組成，其中全國大部分人口均集中在千里達島之上。
位於千里達島西岸的海港城市西班牙港是千里達的首都。該城目前也是美洲自由貿易區（Free Trade Area of the Americas，FTAA）常設代表處總部預定地的候選名單裡，排名順位最優先的城市，在中南美洲及加勒比海地區的經濟圈裡佔有頗重要的地位。

## 历史
特立尼达于1532年成为西班牙殖民地，后来被荷兰、法国侵占；1802年成为英国殖民地。多巴哥于1532－1662年间属荷兰，以后相继被英国、法国占领，1814年沦为英国殖民地。1888年两殖民地合并。
18世紀時，法國人到這裏定居，並開設咖啡園。二戰過後，全球掀起一股殖民地解放浪潮，而原屬英國殖民地的諸多加勒比海地區（包括千里達島與托巴哥島）也在1958年時組建成西印度群島聯邦來為日後的民族獨立作準備；不久，該聯邦便在牙買加退出的情況下逐漸瓦解，而特立尼达和多巴哥岛也於1962年8月31日宣佈獨立以合組為一個國家，並在1976年成為大英國協的一員。

### 国名由来
1498年哥伦布发现特立尼达岛时，正值聖三一主日（Trinity Sunday），故名特立尼达岛（Trinidad，西班牙语“三位一体”之意）。同年哥伦布发现多巴哥岛時，发现当地土著用一种烟斗吸烟，于是哥伦布就以「tambaku」命名，意为“烟草”。

## 地理
千里達及托巴哥位在北緯 10° 2' 至北緯 11° 12' ，西經 60° 30' 至 61° 56' 之間。北臨加勒比海，東臨大西洋，西臨帕里亞灣。它位於加勒比海的最東南端，且千里達島嶼南美洲大陸最近只隔了 11 公里。該國全境面積約 5,128 平方公里，主要由千里達和托巴哥兩個島嶼組成。
千里達島面積約 4,768 平方公里，佔該國國土的 93.0%。托巴哥島的面積約 300 平方公里，佔該國國土面積的 5.8%。千里達及托巴哥座落在南美洲的大陸棚上，因此在地理學上被視為中南美洲的一部分。
該國由山脈和平原組成，其中又以平原為主。千里達島北邊的北部山脈與海岸線平行，呈東西走向，其中包含全境最高峰 ( 海拔940公尺 )。除了北部山脈，該島上還有中部山脈以及南部山脈以及一些小山丘，其餘皆為平原。這三座山脈決定了該島河流的流向。東海岸以沙灘聞名。該島也包含許多沼澤。該島的土穰主要由細沙和重黏土組成。千里達島另一著名的景觀是島上擁有世界上最大的天然柏油儲存，彼奇湖。托巴哥島除了西南方有一平原外，東半部皆以山丘為主，其中最高峰海拔 550 公尺。托巴哥島的海岸有著許多珊瑚礁。
該國人口主要聚集於千里達島，其中四個主要的城市分別為首都西班牙港、聖費爾南多、查瓜納斯和阿里馬。托巴哥島主要的城鎮為斯卡伯勒。

## 政治
千里達的總統由國會選舉團產生，任期五年，可任命參議員，當中部分參議員由總理及議會推薦。國會設參議院和眾議院，其中眾議院由簡單多數制產生，每五年選舉一次，總理由議會（以眾議院為主）選出。
2011年8月21日，政府以犯罪率过高为由，突然宣布国家进入紧急状态。

## 行政区划

千里達及托巴哥行政區域地圖。

全国分为8个郡、5个市和1个半自治行政区。
- 八郡：
  - 圣安德鲁
  - 圣大衛
  - 圣乔治
  - 卡罗尼
  - 纳里瓦
  - 马亚罗
  - 维多利亚
  - 圣帕特里克
- 五市：
  - 首都西班牙港
  - 圣费尔南多
  - 阿里马
  - 波因特福廷
  - 查瓜纳斯
- 半自治行政区
  - 托巴哥岛

## 人口
千里達及托巴哥最主要的兩個人口族群分別是印度裔千里達人與非裔千里達人，合佔全國人口約79.8%的比例，其中前者是殖民時代由英國引進到此地工作的印度勞工之後裔，後者則是非洲來的奴隸後裔。英語是該國的官方語言，但民間最常使用的語言卻是千里達英語與托巴哥英語（二者皆可視為是英語的方言，或一種克里奧英語，English Creole，也就是以英語為基礎的混種語言），但由於千里達離南美大陸非常的近，為了與它的南美洲鄰國進行良好的交流，西班牙語近年也受到該國政府重視與推廣。
千里達及托巴哥也存在华裔族群。这一群体的人包括移民到千里達及托巴哥的中国人和海外华人们及其后代。陈友仁、戴爱莲为其中之翘楚。

## 文化
妮琪·米娜是千里達在美國發展最好的藝人之一，以獨樹一格的說唱曲風成名，在美國樂壇是有一定地位的女饒舌歌手，有包括《Super Bass》以及《Starships》在內的代表作。
而印度裔作家奈波爾也是當地最著名作家。

## 延伸阅读
[在维基数据编辑]
 《欽定古今圖書集成·方輿彙編·邊裔典·千里達部》，出自陈梦雷《古今圖書集成》
 《明史卷三百二十六》，出自《明史》

## 外部連結
- （英文）千里達及托巴哥政府網站 （页面存档备份，存于）

10°41′30″N 61°13′21″W / 10.691803°N 61.222503°W